# Campionati del mondo di corsa in montagna 1988
I Campionati del mondo di corsa in montagna 1988 si sono disputati a Keswick, in Inghilterra, il 15 ottobre 1988 sotto il nome di "World Trophy". Il titolo maschile è stato vinto da Dino Tadello, quello femminile da Fabiola Rueda. A livello maschile è stato disputato pure un "World Trophy" sulla distanza ridotta "Short".

## Uomini Seniores "Long distance"
Individuale
| Pos.    | Atleta           | Nazione     | Tempo    |
| ------- | ---------------- | ----------- | -------- |
| Oro     | Dino Tadello     | Italia      | 1h08'53" |
| Argento | Davide Milesi    | Italia      | 1h09'32" |
| Bronzo  | Rod Pilbeam      | Inghilterra | 1h09'39" |
| 4       | Luigi Bortoluzzi | Italia      | 1h10'12" |
| 5       | Colin Donnelly   | Scozia      | 1h10'25" |
| 6       | Georges Lischer  | Svizzera    | 1h10'44" |
| 7       | Marc Bovier      | Svizzera    | 1h11'16" |
| 8       | Malcom Petterson | Inghilterra | 1h11'40" |
| 9       | Franci Teraz     | Jugoslavia  | 1h11'55" |
| 10      | Privato Pezzoli  | Italia      | 1h12'19" |

Squadre
| Pos.    | Squadra     | Punti |
| ------- | ----------- | ----- |
| Oro     | Italia      | 7     |
| Argento | Inghilterra | 25    |
| Bronzo  | Svizzera    | 28    |

## Uomini Seniores "Short distance"
Individuale
| Pos.    | Atleta            | Nazione        | Tempo  |
| ------- | ----------------- | -------------- | ------ |
| Oro     | Alfonso Valicella | Italia         | 44'25" |
| Argento | Hanspeter Näpflin | Svizzera       | 45'00" |
| Bronzo  | Wolfgang Münzel   | Germania Ovest | 45'07" |
| 4       | Lucio Fregona     | Italia         | 45'15" |
| 5       | Robin Bergstrand  | Inghilterra    | 45'20" |
| 6       | Claudio Galeazzi  | Italia         | 45'24" |
| 7       | Fausto Bonzi      | Italia         | 45'36" |
| 8       | Franci Teraz      | Jugoslavia     | 45'39" |
| 9       | Ray Owen          | Inghilterra    | 45'49" |
| 10      | Florian Stern     | Austria        | 46'06" |

Squadre
| Pos.    | Squadra     | Punti |
| ------- | ----------- | ----- |
| Oro     | Italia      | 11    |
| Argento | Svizzera    | 25    |
| Bronzo  | Inghilterra | 27    |

## Uomini Juniores
Individuale
| Pos.    | Atleta          | Nazione     | Tempo  |
| ------- | --------------- | ----------- | ------ |
| Oro     | Woody Schoch    | Svizzera    | 34'22" |
| Argento | Mark Rice       | Inghilterra | 34'34" |
| Bronzo  | John Taylor     | Inghilterra | 34'41" |
| 4       | Fausto Lizzoli  | Italia      | 35'21" |
| 5       | Martin Schöpfer | Svizzera    | 35'35" |
| 6       | Reto Sutter     | Svizzera    | 35'40" |
| 7       | Mario Poletti   | Italia      | 35'46" |
| 8       | Marzell Parpan  | Svizzera    | 36'07" |
| 9       | Andrea Agostini | Italia      | 36'18" |
| 10      | Geoff Hall      | Inghilterra | 36'38" |

Squadre
| Pos.    | Squadra     | Punti |
| ------- | ----------- | ----- |
| Oro     | Svizzera    | 12    |
| Argento | Inghilterra | 15    |
| Bronzo  | Italia      | 20    |

## Donne Seniores
Individuale
| Pos.    | Atleta                | Nazione  | Tempo  |
| ------- | --------------------- | -------- | ------ |
| Oro     | Fabiola Rueda         | Colombia | 38'11" |
| Argento | Gaby Schütz           | Svizzera | 39'24" |
| Bronzo  | Isabelle Guillot      | Francia  | 39'30" |
| 4       | Giuliana Savaris      | Italia   | 39'36" |
| 5       | Grazia Magili         | Italia   | 39'39" |
| 6       | Angela Carson         | Galles   | 40'02" |
| 7       | Patricia Calder       | Scozia   | 40'34" |
| 8       | Christine Tischhauser | Svizzera | 40'42" |
| 9       | Irmgard Steiner       | Svizzera | 40'43" |
| 10      | Maria Cocchetti       | Italia   | 40'48" |

Squadre
| Pos.    | Squadra  | Punti |
| ------- | -------- | ----- |
| Oro     | Svizzera | 19    |
| Argento | Italia   | 19    |
| Bronzo  | Scozia   | 31    |

## Medagliere
| Posizione | Paese          | Oro | Argento | Bronzo | Totale |
| --------- | -------------- | --- | ------- | ------ | ------ |
| 1         | Italia         | 4   | 2       | 1      | 7      |
| 2         | Svizzera       | 3   | 3       | 1      | 7      |
| 3         | Colombia       | 1   | 0       | 0      | 1      |
| 4         | Inghilterra    | 0   | 3       | 3      | 6      |
| 5         | Francia        | 0   | 0       | 1      | 1      |
| 5         | Germania Ovest | 0   | 0       | 1      | 1      |
| 5         | Scozia         | 0   | 0       | 1      | 1      |